# Балдуин (архиепископ Пизы)
Балдуин (Badouin, также известный как Baldwin, Baudouin, Balduino, Baldovino) — католический церковный деятель XII века, блаженный Римско-Католической церкви.

## Биография
Был учеником Бернарда Клервоского. Возведён в ранг кардинала-священника на консистории 1130 года. Избран архиепископом Пизы 22 апреля 1138 года.
День памяти — 6 октября.